# Hutchavvanahalli, Davanagere
Hutchavvanahalli là một làng thuộc tehsil Davanagere, huyện Davanagere, bang Karnataka, Ấn Độ.